# والسلدرد
والسلدرد (به هلندی: Varsselder) یک منطقهٔ مسکونی در هلند است که در آده ایسل‌استریک واقع شده‌است. والسلدرد ۰٫۸۲ کیلومتر مربع مساحت و ۷۲۵ نفر جمعیت دارد.